# Ampulex bispinosa
Ampulex bispinosa là một loài côn trùng cánh màng trong họ Ampulicidae, thuộc chi Ampulex. Loài này được Reich miêu tả khoa học đầu tiên năm 1793.